# Sunshine Glacier, Adelaide Island
Sunshine Glacier är en glaciär i Antarktis. Den ligger på Adelaide Island utanför Västantarktis. Argentina, Chile och Storbritannien gör anspråk på området. Sunshine Glacier ligger 318 meter över havet.
Terrängen runt Sunshine Glacier är huvudsakligen kuperad, men åt nordost är den platt. Havet är nära Sunshine Glacier åt nordost. Trakten är glest befolkad. Närmaste befolkade plats är Rothera Research Station, 18,0 kilometer söder om Sunshine Glacier.